# Tomé, o Apóstolo
Tomé, São Tomé Apóstolo, também conhecido como São Tomás ou, em grego, Dídimo, foi um dos doze apóstolos originalmente escolhidos por Jesus, segundo os Evangelhos sinóticos (Mateus 10:3, Marcos 3:18, Lucas 6:15) e os Atos dos apóstolos, havendo pouco registro além.

## Nome e identidade
Alguns teólogos têm mantido discordâncias a respeito da verdadeira identidade de São Tomé. Tomé ou Tomás não era propriamente um prenome, mas sim a palavra equivalente a gêmeo, vindo do aramaico Tau'ma (תום), e posteriormente traduzida para o grego Dídimo (Didymus). Essa palavra aparece composta com o prenome Judas nalguns trechos bíblicos. Muito se discute de quem esse Judas Tomé seria irmão gêmeo. Outros, inclusive, acreditam se tratar de Judas Tadeu, irmão de Tiago Menor, tendo-se confundido-o com uma terceira pessoa apenas porque seu nome teria aparecido com a alcunha Gêmeo algumas vezes em vez de Tadeu. Essa suspeita é reforçada por não haver um consenso histórico sobre quem seriam verdadeiramente os doze apóstolos, havendo indicativos no Novo Testamento sobre outros possíveis seguidores escolhidos por Jesus para ser um dos doze.
Fato é que a tradição católica e ortodoxa, bem como fortíssimos indícios indianos dos católicos nativos de Malabar, apoiam a existência deste apóstolo, sua missão evangelizadora e seu martírio. De fato, no século XVI os portugueses que chegaram à região disseram ter descoberto a cripta do santo, suas relíquias e, inclusive, um pedaço de uma das lanças com as quais fora morto com o sangue ainda coagulado. Acrescente-se a isto que todos os antigos martirológios mencionam a ida de São Tomé à Índia, sua pregação e seu martírio, transpassado por lanças empunhadas por hindus.[carece de fontes?]
O Santo apostólicamente hoje reconhecido pela igreja, já foi alvo também e objeto de 'más especulações', e alguns ultrajes formais. Por tempos, era referido como um santo 'incrédulo', já que relata a sua narrativa histórica no contexto cristão, que "arrependeu-se amargamente e chorou, ao conferir com seus próprios olhos, as chagas abertas de Cristo".
Por isto, era tratado como "O Santo Incrédulo do Senhor", ou, "Aquele que necessitava "Ver para Crer".
Tal ato era inaceitável por muitos ortodoxos e pelas igrejas contextuantes da época, porém, como relatam os evangelhos, foi Cristo quem o escolheu, e o chamou de Apóstolo.
Outros rumores tratam também esta questão da 'incredulidade' do santo, como um caso em que o santo provavelmente estaria sendo alvo,  'obcecado' e 'persuadido' por espíritos das trevas (que não provinham de Deus), e que o cercavam, torturavam e o cegavam, cotidianamente, reduzindo sua fé, tanto que, muito provavelmente por esta razão, Cristo, após ressuscitado, apareceu-lhe e concedeu-lhe a "graça" de "crer", consolando-o ao lhe dizer: "Pois são Bem-aventurados os que creram, sem ter visto!"
Diz-se que, deste instante, São Tomé passou a crer, e não duvidou mais.
Daí também a importância em buscarmos enxergar bem as situações, perto ou longe, e o êxito em  conceituar a advertência cristã que diz: "Quem tem olhos para ver, veja!".
Um fato recente e muito curioso também, foi quando após o tsunami de dezembro de 2004 que devastou toda aquela região: o templo que guarda suas supostas relíquias ficou imune às ondas gigantescas que destruíram todas as construções adjacentes, tendo permanecido intacto. Uma antiga tradição afirmava que um poste fixado pelo apóstolo limitaria até o fim dos tempos as águas, que jamais o ultrapassariam. Este poste existe até os dias atuais e se localiza exatamente na porta principal da igreja que guarda suas supostas relíquias. Isto deixou os sacerdotes hindus desconcertados e os mesmos prometeram não mais perseguir e discriminar os cristãos daquelas plagas.  [carece de fontes?]

### Outros nomes
O Evangelho de Tomé presente na biblioteca de Nag Hammadi assim se inicia: Esses são os ditos secretos que o Jesus vivo disse e Judas Tomé Dídimo registrou. Tradições sírias também alegam que o nome completo do apóstolo era Judas Tomé, ou Jude Tomé. Alguns dizem ter visto nos Atos de Tomé (escrito na Síria oriental entre os séculos II e III) uma identificação de São Tomé com o apóstolo Judas Tadeu, irmão de Tiago. No entanto, a primeira frase desse Atos segue os Evangelhos e os Atos dos Apóstolos, distinguindo os apóstolos Judas Tomé e Judas Tadeu.
Poucos textos determinam o irmão gêmeo de Tomé, apesar de que, no Livro de Tomé o Adversário, parte dos manuscritos de Nag Hammadi, identifica-se Jesus como seu irmão: Agora, haja visto que foi dito ser tu meu gêmeo e verdadeiro companheiro, examina-te a ti mesmo.

## Tomé nos Evangelhos

### No Evangelho de João
São Tomé aparece numas poucas passagens no Evangelho de João. Em João 11:16, quando Lázaro morre, os discípulos resistem à decisão de Jesus para que retornem à Judeia, onde os judeus tentaram apedrejar Jesus. O Mestre está determinado, mas é Tomé que toma a palavra final: "Vamos todos, pois poderemos morrer com Ele". Alguns interpretam isso como uma antecipação ao conceito teológico paulinista de "morrer com Cristo".
Ele também fala na Última Ceia, em João 14:5. Jesus assegura, a seus discípulos, que eles sabem aonde ele irá, mas Tomé protesta que eles não sabem de fato. Jesus retruca a ele aos pedidos de Filipe com uma complexa exposição de seu relacionamento com O Pai.
A aparição mais famosa de Tomé no Novo Testamento está em João 20:24–29, quando ele duvida da ressurreição de Jesus e afirma que necessita sentir Suas chagas antes de se convencer. Essa passagem é a origem da expressão "Tomé, o Incrédulo" bem como de diversas tradições populares similares, tal como "Fulano é feito São Tomé: precisa ver para crer". Após ver Jesus vivo, Tomé professa sua fé em Jesus; a partir de então ele é considerado "Tomé, o Crente".

## Epílogo
Da mesma forma que se acredita que Pedro e Paulo disseminaram as sementes do cristianismo pela Grécia e Roma, Marcos pelo Egito e João pela Síria e Ásia Menor, Tomé teria levado a Palavra à Índia, tendo sido o primeiro dos Católicos Orientais. Como "prova" das passagens de São Tomé pelo mundo, são-lhe atribuídas formas e marcas em pedras que se assemelham a pegadas, algumas de tamanho gigantesco. É o caso, por exemplo, da lenda sobre a "pegada" no Pico de Adão.

### Assunção de Maria
De acordo com A passagem de Maria, um texto da Alta Idade Média atribuído a José de Arimateia, Tomé foi a única testemunha da Assunção de Maria aos céus. Os outros apóstolos foram miraculosamente transportados a Jerusalém para observar sua morte. Tomé, que já estava na Índia, após o funeral fora transportado à tumba dela, onde testemunhou o corpo de Maria subir aos céus, jogando-lhe seu cinto. Numa inversão à imagem de ceticismo vinculada a Tomé, os outros apóstolos é que duvidaram de seu relato até verem a tumba vazia e o cinto.
O recebimento do cinto por Tomé é representado várias vezes na arte medieval e pré-Tridentina.

### Síria
Tomé tem um papel na lenda do rei Abgar V de Edessa (Urfa), por ter enviado Tadeu de Edessa para pregar na cidade mesopotâmica (hoje síria) de Edessa após sua Ascensão. Santo Efreu, que também conta essa lenda, escreveu uma fábula na qual o demônio grita:
(...) A qual terra devo me refugiar do justo?
Eu instiguei a Morte para os Apóstolos assassinar, e por suas mortes eu de suas investidas escapar.
Mas fui duramente atingido: o Apóstolo que matei em Índia subjugou-me em Edessa; aqui e lá ele está em sua plenitude.
Lá fui eu, e lá estava ele: aqui e lá para minha aflição o encontrei.
A tradição mantida pela igreja de Edessa que afirma ser Tomé o Apóstolo da Índia gerou inúmeras fábulas também atribuídas a Santo Efreu, copiadas em códices dos séculos VIII e IX. Referências nas fábulas preservam a crença de que os ossos de Tomé foram trazidos da Índia a Edessa por um mercador, e que as relíquias operam milagres tanto em Índia quanto em Edessa. Um pontífice determinou o dia dedicado ao santo e um templo a ele foi erguido. As tradições tomasianas ganharam corpo na liturgia siríaca.
Durante o século IV, o memorial erguido no suposto local do martírio de Tomé atraiu peregrinos a Edessa, para a veneração de seus restos. Nos anos de 380, Santa Egeria descreveu sua visita ao local em carta enviada à sua irmandade (Itineraria Egeriae):
Nós chegamos em Edessa em nome de Cristo nosso Senhor, e, em nossa chegada, nos dirigimos diretamente à igreja e memorial de São Tomé. Lá, conforme os costumes locais, orações foram feitas e outras coisas costumeiras aos lugares santos; nós também lemos algo relevante a São Tomé em si. A igreja de lá é muito grande, muito bonita e recém-construída, merecedora de ser a casa do Senhor, e como havia muito que eu desejava ver, foi-me necessário lá permanecer por três dias.

### Índia
Eusébio de Cesareia cita Orígenes como quem afirma ter sido Tomé o apóstolo dos partos, mas Tomé é mais conhecido como missionário na Índia por meio dos Atos de Tomé, escritos em torno do ano 200.
As várias denominações da moderna da Igreja oriental dos Cristãos de São Tomé atribuem suas origens à sua tradição oral, datada de fins do século II, que alega ter Tomé chegado a Maliankara, próxima à vila de Moothakunnam, na região de Paravoor Thaluk, em 52. Esse vilarejo está localizado a 5 km de Kodungallur, no Estado indiano de Querala, e contém as igrejas dedicadas a São Tomé popularmente conhecidas como Ezharappallikal (Sete igrejas e meia). Essas igrejas estão em Cranganor, Coulão,  Niranam, Nilackal (Chayal), Kokkamangalam, Kottakkayal (Paravoor), Palayoor (Chattukulangara) e Thiruvithamkode – a meia-igreja.

### América
Durante os primeiros séculos da colonização europeia na América, vicejou-se a lenda de que São Tomé teria miraculosamente vindo ao novo continente e estabelecido contato com os indígenas. Novamente, como "prova" da passagem do santo, diversos sinais tidos como pegadas seriam atribuídos a Tomé. Basicamente, a figura da mitologia indígena Sumé (um homem branco que teria visitado o continente americano em tempos pré-colombianos) foi identificada e fundida com São Tomé.
Manuel da Nóbrega, em uma de suas cartas enviadas durante a missão jesuítica à América, relatou o que ouviu de indígenas:
“Dizem eles que São Tomé, a quem chamam Zomé, passou por aqui [Brasil]. Isto lhes foi dito por seus antepassados. E que suas pegadas estão marcadas na extremidade de um rio, as quais eu fui ver para ter mais certeza da verdade, e vi com os próprios olhos quatro pegadas muito assinaladas com seus dedos, as quais algumas vezes o rio cobre quando transborda. Dizem também que quando deixou estas pegadas estava fugindo dos índios que o queriam flechar, e chegando ali se abriu o rio e ele passou para a outra parte sem molhar-se; e dali seguiu para a Índia. (…) Dizem também que lhes prometeu voltar outra vez para vê-los.”
Segundo Sérgio Buarque de Holanda, em seu Visões do Paraíso, essa seria uma das poucas crenças relacionadas à América cuja origem se dá entre os portugueses, ao passo que os espanhóis teriam mitificado a América com a edenização, criando diversas lendas para "corroborar" essa ideia, como a terra das Amazonas e a fonte da juventude (Juventia). Para o autor, isso denotaria o caráter religioso da missão portuguesa e o caráter civilizatório da espanhola. Ainda segundo Holanda, a suposta falta de mitos relacionados à nova terra entre a população portuguesa denotaria sua falta de interesse pela América, mais interessada em extrair recursos das costas e concentrar esforços em benfeitorias mais lucrativas, na Índia e na África.